# Багров, Алексей Михайлович
Алексей Михайлович Багров — российский учёный-рыбовод, член-корреспондент РАСХН (1999), член-корреспондент РАН (2014).

## Биография
Родился 29.09.1946 в с. Троицкое Романовского района Молдавской ССР. Окончил Всесоюзный заочный институт пищевой промышленности.
С 1965 по 2005 г. работал во Всероссийском НИИ пресноводного рыбного хозяйства, в 1983—2005 директор.
С 2006 г. профессор Московского государственного университета технологии и управления.
Специалист по разведению и выращиванию рыб в искусственных системах. Под его руководством создана научно обоснованная система разведения растительноядных рыб в различных климатических зонах.
Доктор биологических наук (1993), член-корреспондент РАСХН (1999), член-корреспондент РАН (2014).
Публикации:
- Садки и садковое разведение канального сома / соавт. З. Т. Романова. — М., 1978. — Рыбовод. плакат.
- Растительноядные рыбы как объекты аквакультуры в условиях тропиков (на примере Кубы) / соавт.: А. К. Богерук и др. — М.: ВИНИТИ, 1984. — 102 с. — Деп. в ВИНИТИ № 527-РЖ-Д-83.
- Рыбоводно-биологические нормы выращивания рыбы на сбросных теплых водах ГРЭС и АЭС / соавт.: В. И. Филатов и др. — М.: ВНИИПРХ, 1985. — 36 с.
- Рекомендации по выращиванию производителей и эксплуатации маточных стад растительноядных рыб в прудах с регулируемым температурным режимом / соавт.: В. К. Виноградов, В. А. Костылев. — М.: ВНИИПРХ, 1986. — 12 с.
- Технология разведения растительноядных рыб в условиях прудовых хозяйств с управляемым тепловодным режимом / соавт.: В. А. Костылев, В. К. Виноградов. — М.: ВНИИПРХ, 1990. — 12 с.
- Фермерское рыбоводство: формы и методы ведения хозяйства / соавт.: В. К. Виноградов, Н. Е. Гепецкий; Всерос. н.-и. и проект.-конструкт. ин-т экономики, информ. и автоматизир. систем упр. рыб. хоз-ва. — М., 1993. — 59 с.